# Alive (албум)
Alive је први албум америчке кантауторке Беке, објављен 2008. године, првобитно у Јапану.

## Списак песама[1]
| #   | Назив | Трајање |
| --- | ----- | ------- |
| 1.  |       | 03:14   |
| 2.  |       | 03:31   |
| 3.  |       | 03:49   |
| 4.  |       | 04:38   |
| 5.  |       | 03:39   |
| 6.  |       | 03:21   |
| 7.  |       | 04:18   |
| 8.  |       | 03:08   |
| 9.  |       | 04:35   |
| 10. |       | 03:51   |
| 11. |       | 03:41   |
| 12. |       | 04:09   |
| 13. |       | 04:09   |

- Обухвата свих 13 песама
- Обухвата и бонус DVD који садржи музичке спотове

| #  | Назив | Трајање |
| -- | ----- | ------- |
| 1. |       | 03:14   |
| 2. |       | 03:31   |
| 3. |       | 03:49   |
| 4. |       | 04:38   |

## Особље
- Бека - вокали
- Роб Дејкер - бас, гитара, клавијатуре, пратећи вокал
- Џо Менџис - бубњеви
- Акира - гитара
- Дајв Дарлинг - бас, гитара, клавијатуре
- Јутаро - бас
- Роџер Картер - бубњеви
- Кенџи Ошима - бубњеви
- Доаријан Крозјер - бубњеви
- Боб Лин - бубњеви
- Мајкл Ли - клавир